# Forno a induzione
Il forno a induzione è un'apparecchiatura utilizzata in ambito industriale per la fusione dei metalli. Basa il proprio funzionamento sull'effetto Joule.

## Principio di funzionamento
I forni a induzione funzionano secondo il principio di un trasformatore. Il metallo fuso si comporta come un secondario chiuso in cortocircuito (quindi interessato da correnti elevate), mentre il primario è costituito da un avvolgimento collegato ad una alimentazione in corrente alternata.
Per riscaldare la massa da trattare si sfrutta l'effetto Joule dovuto alle correnti parassite (dette anche di Foucault) e alle correnti di conduzione.
Se l'avvolgimento primario è formato da {\displaystyle N_{1}} spire e la corrente che percorre le spire è {\displaystyle I_{1}}, la corrente {\displaystyle I_{2}} del secondario (costituita da un'unica spira) è espressa da:
{\displaystyle I_{2}=I_{1}\cdot {\frac {N_{1}}{N_{2}}}}
e dato che {\displaystyle N_{2}=1} si ha:
{\displaystyle I_{2}=I_{1}\cdot N_{1}}
Il secondario è percorso da una corrente di intensità direttamente proporzionale al numero di spire del primario e alla corrente che le attraversa. Lo sviluppo di calore per effetto joule è espresso da:
{\displaystyle Q=R\cdot I_{2}^{2}\cdot \Delta T}
In cui T è il tempo ed R la resistenza.
I forni elettrici a induzione si possono classificare in due tipi fondamentali:
- Forni a induzione ad anello e a canale
- Forni a induzione a crogiolo.

## Forni a induzione ad anello

### Forno tipo Kjellin
Il forno di tipo Kjellin è costituito da un recipiente di forma anulare, rivestito internamente di refrattario e attraversato dal nucleo ferromagnetico di un trasformatore, al cui primario è disposto l'avvolgimento collegato al generatore.
Grazie alla circolazione di una elevata intensità di corrente (fino a 30.000 ampere), il materiale fuso può raggiungere una temperatura molto elevata.
Le forme costruttive di questo tipo sono realizzate in modo da dare alla sezione della spira di metallo fuso una grandezza minima. Lo scopo è quello di garantire una resistenza elettrica elevata al passaggio di corrente (migliorando perciò il rendimento) senza creare le condizioni per quelle contrazioni della vena fluida che possono produrre anche l'interruzione del passaggio di corrente.

### Forno a canale chiuso
Il funzionamento è analogo a quello del forno di tipo Kjellin.
La forma costruttiva presenta il vantaggio di un minore ingombro e di maggiore praticità; inoltre, riduce gli inconvenienti derivanti dalla contrazione della vena liquida, contrastandola con una maggiore spinta metallostatica.

### Forno Aix Wyatt
Il forno Aix Wyatt presenta una forma costruttiva molto compatta e poco ingombrante.
L'anello secondario di metallo fuso è posto verticalmente, invece che orizzontalmente, sotto la spinta metallostatica della carica sovrastante: questo riduce notevolmente gli inconvenienti derivanti dalla contrazione della vena e della interruzione della corrente.
Il forno Aix Wyatt è soprattutto indicato per la fusione delle leghe non ferrose.

## Forno a induzione a crogiolo
La struttura di un forno a crogiolo è la seguente:
All'esterno troviamo la carpenteria in ferro, un cilindro sul quale sono assemblati i pistoni di sollevamento.
Dietro alla lamiera troviamo un primo strato di cemento refrattario dello spessore di circa 30 cm, che ingloba le spire in rame. Questo cemento viene versato nello spazio tra il cilindro esterno e una sagoma precedentemente posata. 
Le spire all'interno sono in costituite da una barra in rame, al quale è saldato un tubo anch'esso in rame per il passaggio dell'acqua di raffreddamento. Il tutto è pressato da una "calza" in materiale ignifugo. Una volta che il cemento è solido si applica su tutta l'altezza un materassino ceramico, con uno spessore di circa 8-10mm, al centro è posizionata la sagoma del crogiolo. Lo spazio che rimane tra la sagoma e lo strato di cemento precedente è riempito con un altro tipo di cemento refrattario secco. Utilizzando un vibratore stellare, posizionato nella sagoma in ferro, si fa uscire l'aria dalla polvere che man mano riempie lo spazio, che diventa compatta.
Questo secondo strato è quello a contatto diretto con il metallo fuso, che quando fonde al primo avvio sinterizza la polvere di cemento rendendola solida.
Le spire sono suddivise in due gruppi di ugual numero, collegate in modo opposto, ed al centro è posto un anello di lamierini metallici che serve a separare i campi induttivi che ruotano in senso inverso.
I forni a crogiolo possono essere alimentati con corrente a frequenza di rete (bassa frequenza) o con corrente a media o alta frequenza.

### Forni a induzione a bassa frequenza
I forni a bassa frequenza sono alimentati con corrente di rete a 50 Hz. Si prestano alla fusione di acciai, ghise, leghe del rame e dell'alluminio.
I forni a bassa frequenza presentano i seguenti vantaggi:
- Grande sicurezza di funzionamento, anche a temperature elevate.
- Semplicità costruttiva del rivestimento.
- Possibilità di trattare materiale solido scadente (ad esempio trucioli di lavorazione alle macchine utensili).
- Uniformità termica, perché il calore è generato per induzione in tutta la massa.

Il forno a crogiolo è usato per la rifusione delle cariche metalliche e per il surriscaldamento. Non consente attese prolungate, perché la carica metallica tende a ossidarsi.
Le forze elettromagnetiche che si generano facilitano l'azione di rimescolamento della massa fusa e rendono più rapido l'assorbimento delle cariche. Questo forno è ottimo per effettuare la correzione della composizione delle cariche.

### Forni a induzione a crogiolo a media e alta frequenza
I forni a crogiolo a media ed alta frequenza si presentano apparentemente con le stesse forme costruttive di quelli a bassa frequenza. Differiscono da questi ultimi perché dispongono di gruppi elettrici per la conversione della corrente elettrica dalla frequenza di rete alla frequenza di lavoro.
I forni a media frequenza sono alimentati con corrente elettrica alternata con frequenza di 150–200 Hz.
I forni ad alta frequenza sono alimentati con corrente elettrica con frequenza da 500 a 10.000 Hz.
Gli effetti che si ottengono con l'impiego della corrente a frequenza elevata sono i seguenti :
- La potenza assorbita cresce proporzionalmente alla radice quadrata della frequenza.
- La profondità di penetrazione e il diametro della pezzatura dipendono dalla frequenza; se si indica con f la frequenza e S la pezzatura risulta:

{\displaystyle S={\sqrt {\frac {32000(cm)}{f}}}}
Il forno a induzione ad alta frequenza richiede quindi l'impiego di cariche tanto più grossolane quanto minore è la frequenza. 
La capacità dei forni ad alta frequenza non supera il carico di 15 tonnellate. I forni a crogiolo ad alta frequenza sono caratterizzati da un elevato assorbimento di energia nel bagno di fusione e da moti elettrodinamici bassi.
I forni a crogiolo ad alta frequenza sono impiegati per la fusione di acciai speciali e di qualità. Sono di semplice manutenzione e impiego. Non si riscontrano difficoltà della rifusione di materiale in piccola pezzatura.